# Narodziny gwiazdy (film 1976)
Narodziny gwiazdy – amerykański musical z 1976 roku. Remake filmu z 1937 roku. Film odniósł wielki sukces, podobnie jak ballada „Evergreen” z niego pochodząca, a także ścieżka dźwiękowa A Star Is Born.

## Opis fabuły
Esther Hoffman jest początkującą piosenkarką. Poznaje Johna Howarda, gwiazdę rocka, który przeżywa kryzys. Znajomość przekształca się w przyjaźń, aż w końcu Esther i John zostają kochankami. On jest przekonany o dużym talencie wokalnym Esther. Pod jej wpływem rzuca alkohol i pomaga Esther w pracy nad repertuarem. Wierzy w jej sukces. Występ Esther na koncercie dobroczynnym zwieńczony zostaje tryumfem. Publiczność jest nią zachwycona. Esther i John biorą ślub. Wkrótce artystka wyrusza w tournée. John usiłuje wrócić na scenę, ale jego nowe utwory nie cieszą się uznaniem. Zaczyna pić, wywołuje skandale, upokarza swoją żonę. Ona postanawia zrobić wszystko, by odbudować wspólne relacje.

## Obsada
- Barbra Streisand – Esther Hoffman
- Kris Kristofferson – John Norman Howard
- Gary Busey – Bobbie Ritchie
- Oliver Clark – Gary Danziger
- Marta Heflin – Quentin
- M.G. Kelly – Bebe Jesus
- Sally Kirkland – fotograf
- Joanne Linville – Freddie
- Uncle Rudy – Mo
- Paul Mazursky – Brian

i inni

## Nagrody i nominacje
Oscary za rok 1976
- Najlepsza piosenka – Evergreen (Love Theme from A Star Is Born) – muz. Barbra Streisand; sł. Paul Williams
- Najlepsze zdjęcia – Robert Surtees (nominacja)
- Najlepsza oryginalna muzyka z piosenkami i/lub adaptacja – Roger Kellaway (nominacja)
- Najlepszy dźwięk – Robert Knudson, Dan Wallin, Robert Glass, Tom Overton (nominacja)

Złote Globy 1976
- Najlepsza komedia/musical
- Najlepszy aktor w komedii/musicalu – Kris Kristofferson
- Najlepsza aktorka w komedii/musicalu – Barbra Streisand
- Najlepsza muzyka – Paul Williams, Kenny Ascher
- Najlepsza piosenka – Evergreen (Love Theme from A Star Is Born) – muz. Barbra Streisand; sł. Paul Williams

Nagrody BAFTA 1977
- Nagroda im. Anthony’ego Asquitha za najlepszą muzykę – Paul Williams, Barbra Streisand, Kenny Ascher, Rupert Holmes, Leon Russell, Kenny Loggins, Alan Bergman, Marilyn Bergman, Donna Weiss (nominacja)
- Najlepszy dźwięk – Robert Glass, Robert Knudson, Marvin I. Kosberg, Tom Overton, Josef von Stroheim, Dan Wallin (nominacja)